# Hermenêutica bíblica
Hermenêutica bíblica é a disciplina acadêmica que estuda os princípios da interpretação da Bíblia enquanto uma colecção de livros sagrados. 
A hermenêutica bíblica abrange a relação dialética de extrair significados dos textos bíblicos com a realidade fáctica. A hermenêutica bíblica utiliza-se de outros princípios comuns aos demais tipos de hermenêutica, e foi ela a inspiradora da hermenêutica jurídica e da hermenêutica filosófica.
O principal objetivo da hermenêutica bíblica é o de descobrir o sentidos possíveis que um texto bíblico produz. 

## Problemas dos pontos de partida
Além do fator de separação pessoal entre o leitor atual e o horizonte dos autores originais, há outras barreiras para a compreensão. 
Os livros da Bíblia começaram a serem escritos por volta do século VIII A.C. e os últimos e mais recentes livros da Bíblia foram escritos no início do século II d.C. Assim, nessa biblioteca sagrada há gêneros textuais diversos, diferentes visões de mundo, uma pluralidade contextos culturais no período de composição de seus textos.
Além da distância de tempo, há diferenças de idioma, pois a Bíblia foi escrita originalmente em hebraico, aramaico e grego. Os próprios povos bíblicos conviveram em um cadinho de diferenças culturais, assimilando elementos das culturas cananeias, mesopotâmicas, persas, egípcias, helenísticas e romanas.
Há ainda diferenças culturais e de costumes que separam os leitores atuais dos autores originais da Bíblia. Alguns exemplos são o sistema de sacerdotes e sacrifícios da Lei mosaica do Antigo Testamento, a prática batismal ou o uso do véu por mulheres no Novo Testamento.

## Processo hermenêutico
Nos estudos bíblico, esta interpretação é estudada e obtida através da exegese.  Tipicamente, os seguintes passos são empregados:
1. Leitura inicial do perícope (passagem);
2. Leitura dos textos circundantes;
3. Exame de palavras, termos nas línguas originais;
4. Leitura de alusões intra-bíblicas da passagem;
5. Leitura de alusões extra-bíblicas em outros paralelos históricos ou literários;
6. Consulta à obras de referências sobre o contexto histórico e social da ambientação da passagem;
7. Análise das fontes textuais e da redação, bem como o contexto histórico e social da composição da passagem;
8. Exame da história da recepção, quer nas artes, história das ideias, no pensamento teológico, da passagem;
9. Inferência das leituras possíveis da passagem.

## História da hermenêutica bíblica
A prática da interpretação bíblica começou dentro da própria Bíblia, quando algum autor referenciava outras partes das Escrituras. Originalmente, no período bíblico predominava a interpretação cúltica, canônica ou cultual, muito das vezes com conotações de profecias. Mais tarde, no nascente judaísmo e cristianismo surge uma combinação de uma visão historicista e alegórica das Escrituras. Tal abordagem, alimentada por categorias da retórica e da filosofia permearia toda a Idade Média. 
No Renascimento aparece uma abordagem filológica, da qual resultou em novas interpretações e inclusive na Reforma e na Contra-Reforma. No iluminismo surgem duas abordagens hermenêuticas racionalistas.  A busca pela objetividade interpretativa resultou em dois métodos na modernidade: o método histórico-crítico, em continuação da leitura filológica da era dos reformadores; e o método histórico-gramatical, em reação ao desenvolvimento da hermenêutica histórico-crítica, principalmente em círculos fundamentalistas protestantes.  
O advento de novas ciências — a arqueologia, a linguística, a antropologia — e de novos paradigmas de crítica literária — a semiologia, a resposta do leitor, a deconstrução, a narratologia — a hermenêutica bíblica contemporânea passou a valorizar as leituras contextuais e canônicas.